# Росія на Олімпійських іграх
Росія бере участь в Олімпійських іграх з 1900 року. На цих іграх російські, українські та спортсмени інших національностей представляли Російську імперію. Після Першої світової війни і перемоги більшовизму в колишній Російській імперії, участь спортсменів Радянського Союзу в Іграх припинилася з ідеологічних міркувань.
Команда Радянського Союзу почала виступати на Олімпіадах з 1952 року й брала участь в усіх Іграх до розпаду СРСР, крім Олімпійських ігор 1984 в Лос-Анджелесі, яку Радянський Союз бойкотував. На літній та зимовій Олімпіадах 1992 років російські спортсмени входили до Об'єднаної команди. Починаючи з зимової Олімпіади 1994, російські спортсмени представляють Російську Федерацію.
Радянський Союз приймав у себе літні Олімпійські ігри 1980, містом-господарем яких була Москва. Росія приймала зимові Олімпійські ігри 2014 в Сочі.
За період з 1994 року Росія здобула 392 олімпійські медалі, поступаючись за цим показником лише США.
Національний олімпійський комітет Росії було організовано 1991 і визнано МОК 1993 року.

## Медалі

### Медалі на літніх Іграх
| Ігри                | Золото                       | Срібло                       | Бронза                       | Загалом                      | Місце                        |
| Париж 1900          | 0                            | 0                            | 0                            | 0                            | -                            |
| Сент-Луїс 1904      | не брала участі              | не брала участі              | не брала участі              | не брала участі              | не брала участі              |
| Лондон 1908         | 1                            | 2                            | 0                            | 3                            | 12                           |
| Стокгольм 1912      | 0                            | 2                            | 3                            | 5                            | 16                           |
| 1920–1948           | не брала участі              | не брала участі              | не брала участі              | не брала участі              | не брала участі              |
| 1952–1988           | як частина СРСР              | як частина СРСР              | як частина СРСР              | як частина СРСР              | як частина СРСР              |
| Барселона 1992      | як частина Об'єднана команда | як частина Об'єднана команда | як частина Об'єднана команда | як частина Об'єднана команда | як частина Об'єднана команда |
| Атланта 1996        | 26                           | 21                           | 16                           | 63                           | 2                            |
| Сідней 2000         | 32                           | 28                           | 29                           | 89                           | 2                            |
| Афіни 2004          | 27                           | 27                           | 38                           | 92                           | 3                            |
| Пекін 2008          | 23                           | 21                           | 29                           | 73                           | 3                            |
| Лондон 2012         | 24                           | 25                           | 33                           | 82                           | 4                            |
| Ріо-де-Жанейро 2016 | 18                           | 18                           | 20                           | 56                           | 4                            |
| Усього*             | 150                          | 139                          | 162                          | 451                          | ?                            |

### Медалі на зимових Іграх
| Ігри                | Золото                       | Срібло                       | Бронза                       | Загалом                      | Місце                        |
| 1924–1952           | не брала участі              | не брала участі              | не брала участі              | не брала участі              | не брала участі              |
| 1956–1988           | як частина СРСР              | як частина СРСР              | як частина СРСР              | як частина СРСР              | як частина СРСР              |
| Альбертвіль 1992    | як частина Об'єднана команда | як частина Об'єднана команда | як частина Об'єднана команда | як частина Об'єднана команда | як частина Об'єднана команда |
| Ліллехаммер 1994    | 11                           | 8                            | 4                            | 23                           | 1                            |
| Нагано 1924         | 9                            | 6                            | 3                            | 18                           | 3                            |
| Солт-Лейк-Сіті 2002 | 5                            | 4                            | 4                            | 13                           | 5                            |
| Турин 2006          | 8                            | 6                            | 8                            | 22                           | 4                            |
| Ванкувер 2010       | 3                            | 5                            | 7                            | 15                           | 11                           |
| Усього*             | 36                           | 29                           | 26                           | 91                           | 13                           |

### Медалі з літніх видів спорту
| Вид спорту                      | Золото | Срібло | Бронза | Загалом |
| Легка атлетика                  | 26     | 26     | 27     | 79      |
| Боротьба                        | 25     | 13     | 13     | 51      |
| Гімнастика                      | 19     | 16     | 18     | 53      |
| Бокс                            | 9      | 5      | 12     | 26      |
| Фехтування                      | 9      | 4      | 6      | 19      |
| Синхронне плавання              | 8      | 0      | 0      | 8       |
| Стрільба                        | 7      | 12     | 10     | 29      |
| Плавання                        | 5      | 7      | 7      | 19      |
| Стрибки у воду                  | 4      | 8      | 6      | 18      |
| Велоспорт                       | 4      | 4      | 8      | 16      |
| Важка атлетика                  | 3      | 13     | 11     | 27      |
| Дзюдо                           | 3      | 4      | 6      | 13      |
| Сучасне п'ятиборство            | 3      | 1      | 0      | 4       |
| Веслування на байдарках і каное | 2      | 3      | 6      | 11      |
| Теніс                           | 2      | 3      | 2      | 7       |
| Волейбол                        | 1      | 3      | 2      | 6       |
| Гандбол                         | 1      | 1      | 1      | 3       |
| Академічне веслування           | 1      | 0      | 3      | 4       |
| Тхеквондо                       | 0      | 1      | 2      | 3       |
| Водне поло                      | 0      | 1      | 2      | 3       |
| Вітрильний спорт                | 0      | 1      | 1      | 2       |
| Баскетбол                       | 0      | 0      | 3      | 3       |
| Стрільба з лука                 | 0      | 0      | 1      | 1       |
| Бадмінтон                       | 0      | 0      | 1      | 1       |
| Усього*                         | 132    | 126    | 148    | 406     |

### Медалі зимових видів спорту
| Вид спорту          | Золото | Срібло | Бронза | Загалом |
| Лижні перегони      | 13     | 7      | 8      | 28      |
| Фігурне катання     | 12     | 8      | 2      | 22      |
| Біатлон             | 9      | 4      | 7      | 20      |
| Ковзанярський спорт | 3      | 4      | 3      | 10      |
| Фристайл            | 0      | 1      | 2      | 3       |
| Бобслей             | 0      | 1      | 1      | 2       |
| Хокей із шайбою     | 0      | 1      | 1      | 2       |
| Гірськолижний спорт | 0      | 1      | 0      | 1       |
| Санний спорт        | 0      | 1      | 0      | 1       |
| Сноубординг         | 0      | 1      | 0      | 1       |
| Лижне двоборство    | 0      | 0      | 1      | 1       |
| Скелетон            | 0      | 0      | 1      | 1       |
| Усього*             | 37     | 29     | 26     | 92      |

*Медаль Олімпіади 1908 року за фігурне катання врахована як медаль літньої Олімпіади, але за зимовий вид спорту.